# Granowo (województwo zachodniopomorskie)
Granowo (niem. Granow) – wieś sołecka w Polsce położona w województwie zachodniopomorskim, w powiecie choszczeńskim, w gminie Krzęcin. W latach 1975–1998 miejscowość administracyjnie należała do województwa gorzowskiego. W roku 2007 wieś liczyła 548 mieszkańców.
Kolonie wchodzące w skład sołectwa: Potoczna, Sobieradz.

## Geografia
Wieś leży ok. 4 km na południowy zachód od Krzęcina, między Krzęcinem a Pełczycami.

## Zabytki
Do wojewódzkiego rejestru zabytków wpisane są:
- kościół pw. Najświętszego Serca Pana Jezusa z końca XV wieku, przebudowany w 1855 i 1930 r. Kościół filialny, rzymskokatolicki należący do parafii pw. św. Jana Chrzciciela w Krzęcinie, dekanatu Choszczno, archidiecezji szczecińsko-kamieńskiej, metropolii szczecińsko-kamieńskiej. Świątynia neoromańska, dawny zbór, wieża w korpusie, w górnych kondygnacjach ośmioboczna, zwieńczona hełmem ostrosłupowym[5]
- cmentarz przykościelny.

## Edukacja, kultura i sport
We wsi znajduje się szkoła podstawowa oraz filia Gminnego Centrum Kultury w Krzęcinie.